# 自由民主党 (イギリス)
自由民主党（じゆうみんしゅとう、英語: Liberal Democrats、英語略称: LDP、Lib Dems、LD）は、イギリスの政党。歴史的にはホイッグ党、そして自由党の流れを汲む自由主義政党である。
保守党と同様に議会内部から出てきた名望家政党であったが、戦後に第三党に転落してからは、性格が変わり、二大政党の支持者の渡り鳥的宿泊所として機能（保守党支持者が保守党に不満を持った時、労働党支持者が労働党に不満を持った時の批判票の受け皿として機能）してきたと指摘される。現在は労働党、保守党に次ぐ第3位の政党である。現在の党首はエド・デイヴィー。

## 概説
かつての二大政党であった自由党と労働党から分裂した社会民主党が合併して誕生した。
労働党と保守党に次ぐ第三政党として二大政党に迫る得票を得ることもあるが、小選挙区の特性上、議席は伸び悩んでいる。当初は中道政党として二大政党に等距離を置いていたが、1997年総選挙では｢保守党に代わる非社会主義勢力の結集｣を公約に労働党に好意的対応を取り、一部の選挙区では両党の支持者が勝ち目のある党の候補に票を集中させる「戦略投票」を行った。その結果、労働党が大勝したため連立政権構想は立ち消えになったが、得票率16.8%（前回比－1.0%）ながら26増の46議席を得ることに成功した。その後は再び労働党と距離を置いていたが、2024年総選挙では労働党と実質的な戦略投票を行い、過去最高の72議席を獲得した。
2010年から2015年までキャメロン内閣で保守党と連立政権を形成していた。
自由主義インターナショナルに加盟している。経済においては市場主義経済を尊重するものの社会福祉を重視するなど、政治的スタンスは社会民主主義に近い社会自由主義を取っている。またイラク戦争においては、いち早く反対を表明し、労働党の一部を巻き込んで国論を二分する論争に発展した。また、小選挙区制では常に第三党として苦戦を強いられているため、比例代表制導入を党是としている。

## 歴史

### 社民党との「連合」
19世紀から20世紀初頭にかけて保守党とともに英国の2大政党の一つであった自由党は、第一次世界大戦後、労働党に押されて第3党となり、20世紀の残りの期間を通じて徐々に衰退していった。1970年代、自由党党首のデイビッド・スティールは、他の政党との連携を模索し始めた。
その頃、労働党内では多くの中道派が、英国が欧州経済共同体を脱退し、一方的な軍縮を求める極左勢力の影響力が増大していることに不快感を抱いていた。1981年1月、ウィリアム・ロジャーズ、シャーリー・ウィリアムズ、ロイ・ジェンキンス、デイヴィッド・オーウェンの4人の労働党議員は、労働党からの離脱を宣言するライムハウス宣言を発表した。これが3月の社会民主党の正式な結成につながった。社民党の最初の決定の1つは、自由党との選挙協定の交渉だった。
当初、この連合を世論は好意的に評した。
1983年の総選挙では、自由党は5議席を新たに獲得したが、社会民主党は労働党から引き継いだ議席の多くを失った。選挙後、社民党ではオーウェンがジェンキンスに代わり党首に就任した。
1987年の総選挙では両党とも議席を減らした。
これをきっかけに、スティールは両党が一つの政党に合併することを要求した。草の根レベルでは、すでに様々な地方組織が合併していた。9月の自由党大会では、代表者が合併に圧倒的多数で賛成した。社民党の党員投票でも6割近くが合併に賛成した。
その月に正式な交渉が開始され、12月に新党の綱領草案が作成された。1988年に自由党と社民党の両党の会議で合併が賛成多数となった。最終的に両党の党員投票が行われ、両党とも統合を支持する結果となった。両党内で統合に反対する者は分裂し、独自に活動を続けることとなった。

### 合併と党勢拡大
社民党と自民党は1988年3月3日に正式に合併した。スティールとマクレナンは当初共同暫定党首となった。結党当初、党は19人の国会議員、3,500人の地方議員、10万人の党員を擁していた。最初の党首選挙では、パディ・アッシュダウンがアラン・ベイスを破った。アッシュダウンは自由民主党を急進的改革勢力とみなし、スコットランドとウェールズの自治、比例代表制の導入、貴族院を選挙で選ばれる上院に改革し、環境保護を推進する政策を提唱した。
1989年の選挙結果は芳しくなく、5月の地方選挙で190議席を失い、 1989年の欧州議会選挙では得票率6.4%にとどまった。これは、1950年代以降、既成の第三政党にとって最悪の選挙結果だった。1991年の地方選挙では、520議席を獲得した。
1992年の総選挙では、17.8%の得票率で庶民院で20議席を獲得した。
1992年から1997年にかけて、自民党は特に地方議会で支持基盤の強化を進めた。1994年の地方選挙では、保守党を押しのけて2位となった。1994年の欧州議会選挙では、欧州議会議員2名を獲得した。 
1997年の総選挙では639人の候補者を擁立し、46人の国会議員を獲得した。これらはイングランド南西部、ロンドン南西部、スコットランドの地域に集中していた。
ブレア率いる労働党は総選挙に圧勝し、必ずしも連立を必要としなかったが、ブレアは自民党との協力に関心を持っていた。1997年7月、ブレアはアッシュダウンと他の自民党幹部を憲法問題に関する委員会に招いた。委員会は12月に投票制度に関する独立委員会を立ち上げた。1998年10月に発表された報告書は、小選挙区制から代替票補充制度への変更を提案した。これは自民党の満足する選択肢ではなく、彼らは完全な比例代表制を望んでいたが、アッシュダウンはこれを「歴史的な前進」と称賛した。多くの自民党員は、アッシュダウンが労働党とますます親密になっていることを懸念していた。彼はこれを認識し、1999年に党首を辞任した。
新たに党首に就任したチャールズ・ケネディは2001年、労働党との合同委員会を停止した。メディアはケネディを「無為の男」と形容し、明確なアイデンティティと政治的目的を欠いていると非難した。その後、ケネディ個人のアルコール依存症にも批判が殺到した。2001年の総選挙では、党は639人の候補者を擁立し、6議席の純増で議席数は52となった。
2001年9月11日、アメリカ同時多発テロが発生し、アメリカ主導の対テロ戦争が開始されると、自民党はアフガニスタン紛争への参加を支持した。しかし自民党は2003年のイラク戦争への参加へは批判的であり、ケネディはロンドンで行われた大規模な反戦デモに参加した。保守党が労働党政権の参加決定を支持したため、これに反対する主要政党は自由民主党だけとなった。その後の数年間、自由民主党議員は様々な問題で労働党政権に反対票を投じることが多くなった。
2005年の総選挙では62議席を獲得し、結党以来の最多議席となった。しかし選挙後、ケネディは自身がアルコール依存症の治療を受けていたことを認め、党内からの辞任圧力を受け(その問題が自民党に不利益をもたらさなかったにも関わらず)、辞任した。ケネディを追い出す動きは「無礼な」動きであり、自由民主党にとっての転機だったと見られていた。2010年以降、自由民主党は、保守党との連立政権を組む（ケネディは断固として反対していた）ことで、2005年にケネディが労働党から獲得した左派有権者の多くを失うことになる。
2006年3月、メンジーズ・キャンベルがケネディの後を継いで党首に就任した。キャンベルは有権者に不人気で、新党首デイヴィッド・キャメロン率いる復活した保守党とは対照的であった。2007年5月の地方選挙では、同党は250議席近くを失った。その年のスコットランド議会選挙では、スコットランド民族党が最多得票を獲得し、自由民主党と労働党の連立政権は終焉した。キャンベルは自身の年齢問題により10月に辞任した。
2007年12月、ニック・クレッグがクリス・ヒューンを僅差で破り、党首に就任した。クレッグの下で、党は以前の社会民主主義から離れ、増税ではなく減税を行う党としてブランドを刷新し、強硬な親EUの立場を放棄した。2008年の地方選挙では34議席を獲得し、得票率で与党・労働党を超えた。
翌年、自由民主党の議員が経費を不正使用していたことが発覚し、党は経費スキャンダルでダメージを受けた。例えばキャンベルは高級家具の購入費として約1万ポンドを請求していたことが明らかになった。

### 保守党との連立と選挙での大敗
2010年の総選挙では得票率23%で57議席を獲得した。保守党は第1党だったが過半数には届かなかった。保守党と自民党は連立政権を組み、クレッグが副首相に就任した。他に自民党議員4人がが連立内閣に入閣した。多くの自由民主党員がこの動きに反対し、一部は労働党との連立協定を支持した。連立協定の一環として、保守党は自民党の要求である公選の医療委員会の導入、議会任期固定法案の提出、年間1万ポンド未満の所得者に対する所得税の廃止に同意した。保守党はまた、1998年人権法をイギリス権利章典に置き換える計画を棚上げすることにも同意した。保守党は、比例代表制に関する国民投票を求める自由民主党の要求に同意せず、代わりに小選挙区制から代替投票制度への切り替えに関する国民投票を提案した。
連立政権に加わった後、自民党の支持率は下落した。特に政府が授業料の上限引き上げを支持し、自民党議員が投票で分裂した後(賛成27、反対21、棄権8)、下落した。自民党は授業料値上げ反対を選挙運動の主要メッセージに掲げ、クレッグを含む同党議員全員が2010年の総選挙前に学生の授業料のいかなる値上げにも反対する誓約書に署名していた。2010年11月、ガーディアンは選挙前に書かれた授業料問題に関する党の内部文書を入手した。これにより、党はいずれかの主要政党との仮想的な連立協定の一環として、選挙後に授業料に関する政策を放棄する計画だったことが明らかになった。クレッグは2012年9月にこの約束を破ったことを正式に謝罪した。この問題は2015年の総選挙で大敗を喫した要因の一つとなった。
2011年5月の地方選挙、ウェールズ議会選挙、スコットランド議会選挙で自民党は大敗した。クレッグは自民党が「大きな打撃」を受けたと認めた。
連立政権を組む際の取り決めの一環として、代替投票に関する国民投票を行うことが合意され、保守党は小選挙区制を、自由民主党は代替投票を推進することとなった。2011年5月5日に実施された国民投票の結果、代替投票よりも小選挙区制が約3分の2の投票で選ばれた。2011年5月、クレッグは貴族院を主に選挙で選ばれる議院にし、貴族院議員の数を300人に制限し、その80%が選挙で選ばれ、その80%の3分の1が5年ごとに単記移譲式投票で選出される計画を明らかにした。しかし2012年8月、クレッグは貴族院改革の試みを断念すると発表した。
自民党は2012年の地方選挙で300人以上の議員を失い、党史上初めて議員数が3,000人を下回った。2012年6月には、連立政権に加わって以来、党員数が約20%減少したと報じられた。
2013年2月、同党はハンプシャー州イーストリー選挙区の補欠選挙で勝利した。しかし、2010年から2015年の議会中に行われた他の18回の補欠選挙では、同党は11回で供託金を失った。
2014年11月20日に行われたロチェスター・ストロード選挙区補欠選挙では、349票、投票率0.9%で5位となり、同党史上最悪の結果となった。
2013年の地方選挙では、自由民主党は100議席以上を失った。2014年の地方選挙では、さらに307議席を失い、 2014年の欧州議会選挙では、11議席のうち10議席を失った。
2015年の総選挙では支持率の低下に加え、スコットランドの議席のほとんどをスコットランド国民党に奪われ、8議席にとどまった。元党首のチャールズ・ケネディや数人の閣僚も議席を失った。議席数ではスコットランド国民党を大幅に下回り、北アイルランド地方政党の民主統一党と並ぶ第4党となった。保守党が単独過半数を制したため、自民党は連立から離脱した。選挙後、クレッグは党首を辞任した。同日に行われた2015年の地方選挙でも400議席以上を失った。

### 党勢の低迷とブレグジット
2015年自由民主党党首選挙では、ティム・ファロンが56.5%の得票率で党首に選出された。2016年5月の地方選挙では、自由民主党はウェールズ議会では後退したものの、若干の議席を獲得した。自民党は、イギリスの欧州連合離脱是非を問う国民投票で残留票を呼びかけた。
2017年の地方選挙で、自民党は42議席を減らした。2017年の総選挙では、同党は欧州単一市場への残留とEU離脱協定の是非を問う国民投票を主張した。選挙の結果、得票率は0.5％低下して7.4％と過去最低となったものの、議席は4議席増加して12議席となった。。保守党は再び過半数割れしたが、自民党は連立協議には応じないことを早々に表明した
その後ファロンは辞任し、ヴィンス・ケーブルが新たな党首に無投票で選出された。
ケーブルは英国とEUの関係を問う2度目の国民投票を求めた。
同党は2018年の地方選挙で76人の議員を獲得し、 2019年の地方選挙では704人の議員を獲得した。2019年の欧州議会選挙では、同党は反ブレグジットのメッセージを掲げ、英国のEU残留を望む人々の支持を求め、「ブレグジットなんてくそくらえ」というスローガンを掲げ、メディアの注目を集めた。
同党は得票率20％を獲得し、16人の欧州議会議員を擁立した。5月、ケーブルが党首を退任し、党首選挙が実施された。
2019年の総選挙に向けて、同党の支持率は好調で、ある世論調査では10月28日の時点で支持率20%（労働党と4%差）を示していた。離脱中止を訴え11議席を獲得した一方、ジョー・スウィンソン党首は落選し、党首を辞任した。2020年3月には新型コロナウイルスの感染拡大を受け、後任を決める党首選を2021年5月まで実施しないといったんは発表されたが、結局は2020年7月に実施され、スウィンソン辞任後に党首代行を務めていたエド・デイヴィーがレイラ・モランを大差で破り当選した。
2022年の地方選挙では、自由民主党はイギリスのすべての地域で議員を獲得し、イングランドでは194人の新議員を獲得してどの政党よりも大きな増加となった。
自由民主党は2023年の地方選挙でも大きな躍進を遂げ、405人の議員を獲得した。
2024年の地方選挙では、自由民主党は議席数で労働党に次ぐ第2位で、保守党を上回った。自民党はタンブリッジウェルズ議会とドーセット議会で過半数を獲得した。
2024年イギリス総選挙では、得票率12.2%（前回比＋0.7%）ながら、労働党との実質的な棲み分け(戦略投票)、保守党前職の選挙区への選挙運動の集中などが功を奏し、61議席増（解散時比では57議席増）の72議席を獲得。自由民主党としての最多記録を更新した。庶民院の第3党に返り咲き、現職閣僚の選挙区でも複数の議席を奪った。

## 政策
低所得者層に支持者が多く、全体的にリベラルな政策を取る。同性婚にも寛容な姿勢を示しており、実際に同性愛者の議員もいる。また、移民の流入問題に関しても極めて寛容である。福祉政策にも熱心であるが、一時は連立政権を組んだ保守党が財政圧縮を目指して予算削減に取り組んでおり、従来の支持層から厳しく非難された。ヨーロッパの自由主義政党の多くが古典的自由主義に基づいた自由経済を主張するのに対し比較的混合経済を支持し民営化に反対することもある。政策的には労働党のほうが近いと言える。
親欧州主義政党でもあり2019年イギリス総選挙で保守党がブレグジット、労働党が態度を曖昧にする一方でEU残留を主張した。
かねてから主張する選挙制度改革では比例代表制の導入を訴えている。仮に比例代表制の導入が実現すれば、大幅な議席増が見込まれている。しかし、本項にある通り、2011年の国民投票では選挙制度改革案(比例代表制ではないが、現行の小選挙区単記非移譲式投票を移譲式投票に変更する案)は否決された。

## 支援団体
基本的な方向性は二大政党の労働党と通じるところが多く、支持層も重なる部分がある。ただし、労働党が労働組合などの組織化された強固な支持基盤を持っているのに対して、自民党は富裕層や無党派層などの草の根の支持層に支えられている。近年は二大政党に不満を持つ有権者からの支持を得て、得票を伸ばしてきた。
「大学授業料無料化」を掲げていたこともあり、学生を始めとする若年層からも高い支持を得ていたが、保守党との連立政権下で授業料の値上げに合意したため強く批判され、支持離れを招いている。

## 党首一覧
| 氏名 | 氏名 | 氏名                               | 就任日         | 退任日         |
| ---- | ---- | ---------------------------------- | -------------- | -------------- |
| 1    |      | パディ・アッシュダウン (1941–2018) | 1988年7月16日  | 1999年8月9日   |
| 2    |      | チャールズ・ケネディ (1959–2015)   | 1999年8月9日   | 2006年 1月7日  |
| 3    |      | メンジーズ・キャンベル (1941–)     | 2006年3月2日   | 2007年10月15日 |
| 4    |      | ニック・クレッグ (1967–)           | 2007年12月18日 | 2015年7月16日  |
| 5    |      | ティム・ファロン (1970–)           | 2015年7月16日  | 2017年7月20日  |
| 6    |      | ヴァンス・ケーブル (1943–)         | 2017年7月20日  | 2019年7月22日  |
| 7    |      | ジョー・スウィンソン (1980–)       | 2019年7月22日  | 2019年12月13日 |
| 8    |      | エド・デイヴィー (1965–)           | 2020年8月17日  |                |

## 副党首一覧
- ラッセル・ジョンストン
- アラン・ビース
- メンジーズ・キャンベル
- ヴィンセント・ケーブル
- サイモン・ヒューズ
- マルコム・ブルース（英語版）
- ジョー・スウィンソン（英語版）

## 選挙結果
| 選挙 | 党首                   | 議席     |
| 選挙 | 党首                   | 獲得議席 |
| ---- | ---------------------- | -------- |
| 1992 | パディ・アッシュダウン | 20 / 650 |
| 1997 | パディ・アッシュダウン | 46 / 659 |
| 2001 | チャールズ・ケネディ   | 52 / 659 |
| 2005 | チャールズ・ケネディ   | 62 / 646 |
| 2010 | ニック・クレッグ       | 57 / 650 |
| 2015 | ニック・クレッグ       | 8 / 650  |
| 2017 | ティム・ファロン       | 12 / 650 |
| 2019 | ジョー・スウィンソン   | 11 / 650 |
| 2024 | エド・デイヴィー       | 72 / 650 |